# Олен
Олен (фр. Aullène) је насељено место у Француској у региону Корзика, у департману Јужна Корзика.
По подацима из 2011. године у општини је живело 184 становника, а густина насељености је износила 4,5 становника/km².

## Демографија
| 1962. | 1968. | 1975. | 1982. | 1990. | 2011. |
| ----- | ----- | ----- | ----- | ----- | ----- |
| 334   | 315   | 246   | 176   | 149   | 184   |